# Лаврово (Судогодский район)
Лаврово — деревня в Судогодском районе Владимирской области России, центр Лавровского сельского поселения.

## География
Деревня расположена в 3 км на север от Судогды.

## История
В конце XIX — начале XX века деревня входила в состав Бережковской волости Судогодского уезда. В 1859 году в деревне числилось 48 дворов, в 1905 году — 67 дворов, в 1926 году !! 2002 — 100 хозяйств.
С 1929 года деревня входила в состав Судогодского сельсовета Судогодского района, в деревне размещалась центральная усадьба совхоза «Лаврово». С 1983 года деревня являлась центром Лавровского сельсовета, с 2005 года — Лавровского сельского поселения.

## Население
| 1859 | 1905 | 1926 | 2002 | 2010 | 2021 |
| ---- | ---- | ---- | ---- | ---- | ---- |
| 274  | ↗370 | ↗488 | ↗752 | ↘702 | ↗726 |

## Инфраструктура
В деревне расположены Лавровская начальная общеобразовательная школа (закрыта в 2017 году), детский сад, сельский дом культуры, фельдшерско-акушерский пункт, участковый пункт полиции.